# Janneke Schopman
Janneke Schopman (née le 26 avril 1977 à Haarlem) est une joueuse de hockey sur gazon néerlandaise, sélectionnée en équipe des Pays-Bas de hockey sur gazon féminin à 212 reprises. 
Elle est sacrée championne olympique en 2008 et obtient la médaille d'argent olympique en 2004 . Elle est aussi championne du monde en 2006, vice-championne du monde en 2002 et 2010, championne d'Europe en 2005 et vice-championne d'Europe en 2007.